# Archilestes californica
Archilestes californica är en trollsländeart som beskrevs av Robert McLachlan 1895.
Archilestes californica ingår i släktet Archilestes och familjen glansflicksländor. Inga underarter finns listade i Catalogue of Life.